# Carlos Staiger
Carlos Staiger (nascido Karl Staiger; Eningen unter Achalm, 1907 — Porto Alegre, 1997) foi um empreendedor, industrial e agropecuarista da Alemanha que imigrou para o Brasil nos anos 1930. Staiger também foi fundador de diversas associações e escreveu um livro denominado O Capital Humano.
Ele tinha 24 anos de idade e veio para Porto Alegre, no Rio Grande do Sul, onde passou a trabalhar como montador de instalações de aquecimento e abastecimento central, além de diversos tipos de instalações industriais. Graças à sua capacidade empreendedora, em 1932 ele fundou na capital gaúcha a própria empresa: a Metalúrgica STAIGER. No decorrer do tempo, ele ampliou as áreas de atuação da STAIGER em metalurgia leve e pesada e a transformou na STAIGER Indústria Metalúrgica S.A., da qual tornou-se o Diretor-Presidente.
A empresa STAIGER nasceu da tenacidade deste homem alemão adaptada às condições nacionais. Seus produtos com excelente estrutura e acabamento tiveram extraordinária aceitação no Rio Grande do Sul, Santa Catarina, Paraná, São Paulo, Minas Gerais e Rio de Janeiro. A STAIGER realizou ainda exportações para o Uruguai, a Bolívia, o Paraguai, o Panamá e o Equador.
Carlos Staiger interessava-se também pela organização de associações e sindicatos metalúrgicos. É por isso que foi um dos fundadores da Associação do Aço da Região Sul, na qual ocupou durante 14 anos a presidência. Carlos Staiger foi ainda um dos fundadores do Sindicato das Indústrias Metalúrgicas, Mecânicas e de Material Elétrico do Estado do Rio Grande do Sul (SINMETAL), no qual ocupou diversos cargos, dentre os quais o de presidente entre os anos de 1983 e 1986. Foi ainda conselheiro regional do SENAI e conselheiro da Associação Comercial de Porto Alegre. Carlos Staiger lutou pela prosperidade dos associados de todas essas entidades e é até hoje lembrado como um empreendedor de grande respeito e um grande visionário.
A dedicação, o trabalho, os valores pessoais e as conquistas de Carlos Staiger dentro e fora da STAIGER Indústria Metalúrgica S.A. valeram-lhe muita admiração. É por isso que ele foi agraciado com diversos prêmios e reconhecimentos. Alguns deles foram a Medalha de Mérito Industrial do Estado do Rio Grande do Sul, o Troféu Gaúcho Honorário do governo do Estado e o Troféu Homem do Aço da Associação do Aço da Região Sul.
O industrial também sempre esteve interessado no treinamento e educação de jovens metalúrgicos. É por isso que apoiou muitíssimo o SENAI-RS e escreveu um livro intitulado “O Capital Humano”, obra considerada referência e que se encontra em quase todas as bibliotecas de universidades e escolas técnicas do Brasil.
Carlos Staiger também se dedicou ao agronegócio. Ele foi o fundador da Cabanha Santa Bárbara, no município de São Jerônimo/RS, que é hoje uma das mais famosas e premiadas cabanhas de bovinos de corte do Rio Grande do Sul.
Ao faler em 1997, Carlos Staiger tinha quase 90 anos e deixou um legado. A empresa STAIGER segue trabalhando sob a direção do engenheiro alemão Klaus Schneider.